# Rolleiflex

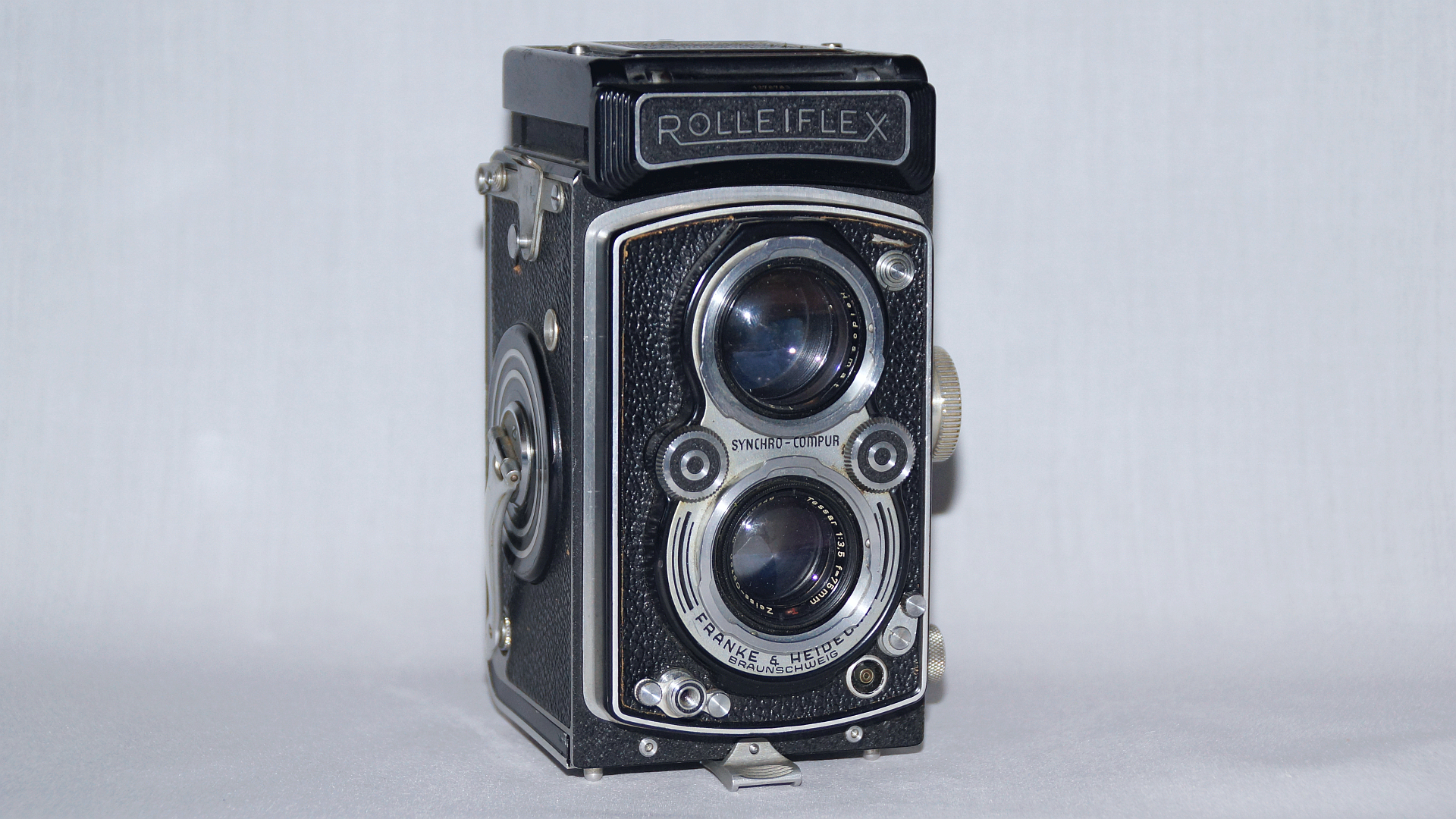
Rolleiflex MX 2 3.5 mit Zeiss Tessar 75 mm (Opton-Objektiv Oberkochen), ohne Belichtungsmesser

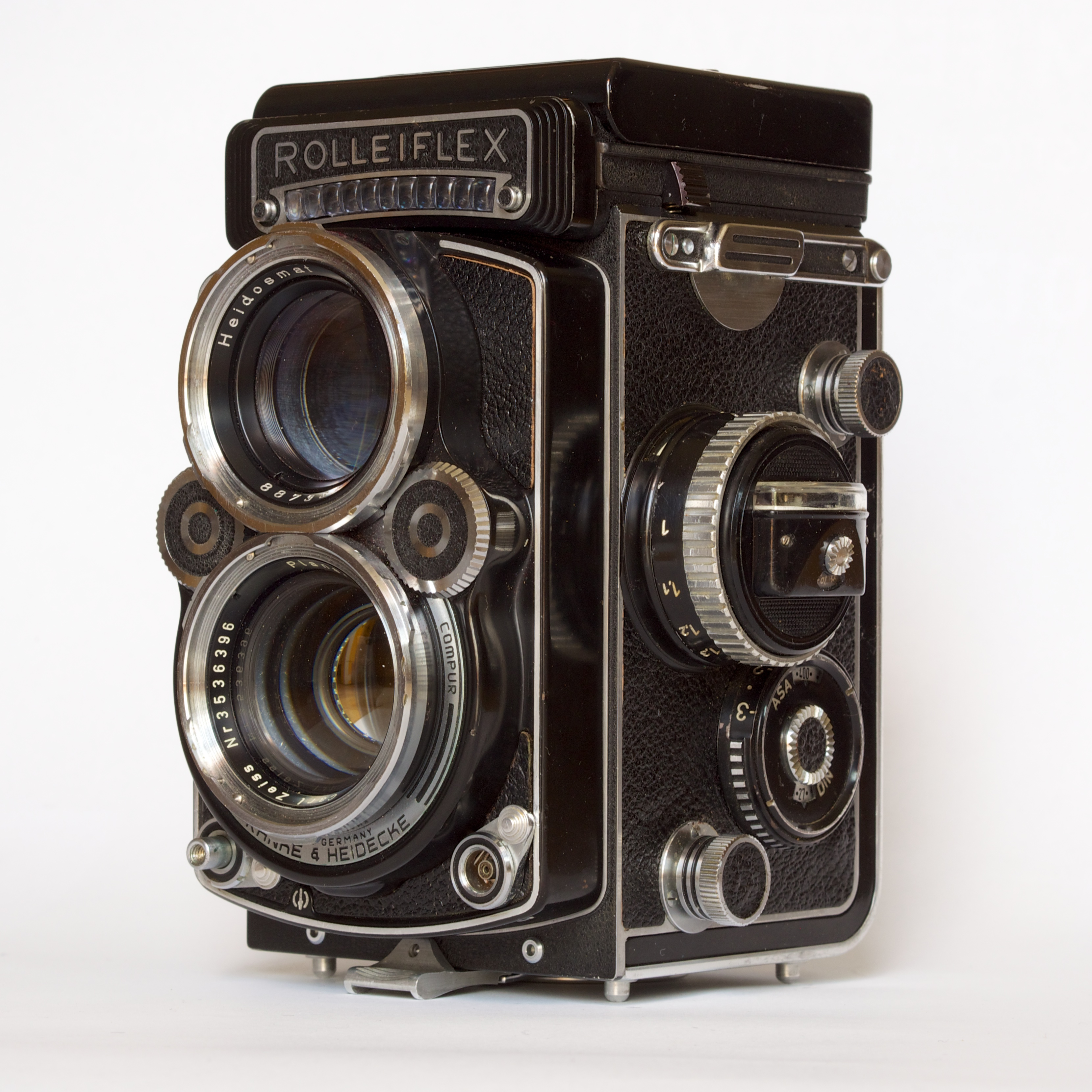
Neueres Modell: Rolleiflex 2.8 F
mit Belichtungsmesser

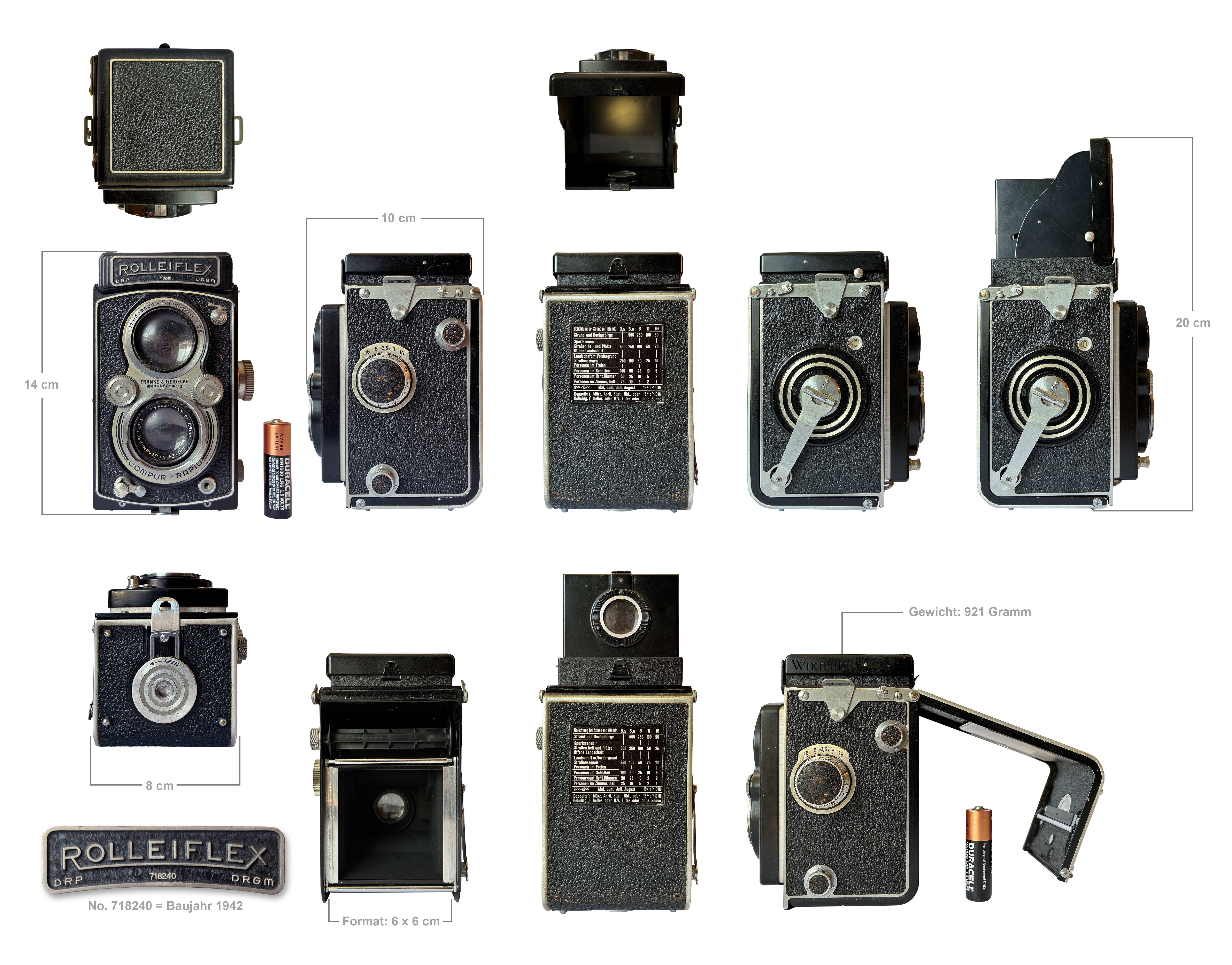
Rolleiflex „Automat“ (Bj. 1942) teilweise mit entfernter Rückwand und geöffnetem Lichtschachtsucher

Rolleiflex ist die Markenbezeichnung für eine Reihe von analogen und digitalen Mittelformatkameras der Firma DW Photo GmbH, Braunschweig, vormals DHW Fototechnik GmbH, ehemals Rollei. Die Modellreihe umfasst hauptsächlich ein- und zweiäugige Spiegelreflexkameras, die Rollfilm im Format 60 × 60 mm, später auch 40 × 40 mm belichten, aber auch mit digitalen Rückteilen versehen werden können.

## Geschichte
Im Jahre 1920 gründeten der Kaufmann Paul Franke (1888–1950) und der Techniker Reinhold Heidecke (1881–1960) in Braunschweig die Fa. Franke & Heidecke.
Die zuerst gefertigten Stereokameras (Heidoscope) verschaffen der Firma in den ersten Jahren ihres Bestehens die Voraussetzung für die Entwicklung der Rolleiflex. Die ersten Rolleiflex-Prototypen wurden bereits 1928 entwickelt.
| Firmenname                                  | Zeitraum  |
| ------------------------------------------- | --------- |
| Franke & Heidecke                           | 1920–1962 |
| Rollei-Werke Franke & Heidecke              | 1962–1979 |
| Rollei-Werke Franke & Heidecke GmbH & Co KG | 1979–1981 |
| Rollei Fototechnic GmbH & Co KG             | 1981–2004 |
| Rollei GmbH und Rollei Produktion GmbH      | 2004      |
| Franke & Heidecke GmbH                      | 2005–2009 |
| DHW Fototechnik GmbH                        | 2009–2015 |
| DW Photo GmbH                               | seit 2015 |

Unter Aktenzeichen 274 IN 253/14 Amtsgericht Braunschweig/Insolvenzgericht wurde am 2. Oktober 2014 das Insolvenzverfahren der Firma DHW Fototechnik in Braunschweig eröffnet. Die DHW Fototechnik in Braunschweig war auf der photokina 2012 vertreten und stellte u. a. eine Neuauflage der legendären zweiäugigen 6×6-Mittelformatkamera als Rolleiflex FX-N vor.

## Modelle

### Zweiäugige Kameramodelle
| Modell                      | Produktionszeitraum | Beschreibung                                             |
| --------------------------- | ------------------- | -------------------------------------------------------- |
| Prototypen                  | 1928                |                                                          |
| Rolleiflex 1/4,5            | 1929–1932           | Markteinführung der Rolleiflex                           |
| Rolleiflex Standard 620/621 | 1932–1935/1938      |                                                          |
| Rolleiflex Automat          | 1937–1949           |                                                          |
| Rolleiflex 3,5              | 1949–1951           |                                                          |
| Rolleiflex 3,5 A            | 1951–1954           |                                                          |
| Rolleiflex 3,5 B            | 1954–1956           |                                                          |
| Rolleiflex 3,5 C            | 1956–1959           | wahlweise mit eingebautem Belichtungsmesser              |
| Rolleiflex 3,5 F 1. Mod.    | 1958–1960           | mit eingebautem Belichtungsmesser                        |
| Rolleiflex 3,5 F 2. Mod.    | 1960                | mit eingebautem Belichtungsmesser                        |
| Rolleiflex 3,5 F 3. Mod.    | 1960–1976           | mit eingebautem Belichtungsmesser                        |
| Rolleiflex 3,5 E2 1. Mod.   | 1959–1960           | vorbereitet für Belichtungsmessereinbau                  |
| Rolleiflex 3,5 E2 2. Mod.   | 1961–1962           | vorbereitet für Belichtungsmessereinbau                  |
| Rolleiflex 3,5 E3           | 1961–1965           | vorbereitet für Belichtungsmessereinbau                  |
| Rolleiflex T 1. Mod.        | 1958–1961           | wahlweise mit oder ohne Belichtungsmesser                |
| Rolleiflex T 2. Mod.        | 1961–1966           | wahlweise mit oder ohne Belichtungsmesser                |
| Rolleiflex T 3. Mod.        | 1966–1976           | wahlweise mit oder ohne Belichtungsmesser                |
| Rolleimagic                 | 1960–1962           | mit Belichtungsautomatik im Bereich von 1/30 bis 1/300 s |
| Rolleimagic II              | 1962–1968           | mit Belichtungsautomatik im Bereich von 1/30 bis 1/500 s |

| Modell                              | Produktionszeitraum                             | Beschreibung |
| ----------------------------------- | ----------------------------------------------- | --- |
| Rolleiflex 2,8 A                    | 1949–1951                                       | erste Rolleiflex mit Lichtstärke 2,8 nur für den US-amerikanischen Markt                                                                |
| Rolleiflex 2,8 B                    | 1952–1953                                       | nur für den US-amerikanischen Markt |
| Rolleiflex 2,8 C                    | 1952–1955                                       | |
| Rolleiflex 2,8 D                    | 1955–1956                                       | |
| Rolleiflex 2,8 F                    | 1960–1981                                       | |
| Rolleiflex 2,8 E2                   | 1959–1960                                       | |
| Rolleiflex 2,8 E2                   | Mitte der 1950er                                | Prototypen der Rolleiflex mit Wechseloptiken Zeiss Distagon 5,6/60 mm und Zeiss Sonnar 4/135 mm. Die Kamera erschien nie auf dem Markt. |
| Rolleiflex 2,8 E3                   | 1962–1965                                       | |
| Rolleiflex 2,8F Aurum               | 1982 / 83                                       | Version mit goldener Namensplatte |
| Rolleiflex 2,8F Platin Edition 1984 | 1984 / 85 1989 / 1990 Platin Gold Japan Edition | Modell mit Platin |
| Rolleiflex 2,8GX                    | 1987–2002                                       | Erste Rolleiflex mit TTL-Belichtungs- und -Blitzmessung                                                                                 |
| Rolleiflex 2,8GX Edition            | 1989–1990                                       | Sondermodell 60 Jahre Rolleiflex |
| Rolleiflex 2,8GX 80 Jahre Rollei    | 2000                                            | Sondermodell zum Firmenjubiläum |
| Rolleiflex 2,8GX Helmut Newton      |                                                 | Sondermodell, Hommage an den Fotografen Helmut Newton                                                                                   |
| Rolleiflex 2,8FX                    | ab März 2002–2012                               | |
| Rolleiflex 2,8FX-N                  | ab September 2012                               | Naheinstellung auf 55 cm verkürzt |

| Modell                | Produktionszeitraum | Beschreibung                                              |
| --------------------- | ------------------- | --------------------------------------------------------- |
| Tele-Rolleiflex       | 1959–1975           | Version mit Teleobjektiv Carl-Zeiss Sonnar 4/135 mm       |
| Weitwinkel-Rolleiflex | 1961–1967           | Modell mit Weitwinkelobjektiv Carl-Zeiss Distagon 4/55 mm |
| Rolleiflex 4,0 FW     | 2002–               | Modell mit Weitwinkelobjektiv Super-Angulon 4/50 mm       |
| Rolleiflex 4,0 FT     | 2007–               | Version mit Teleobjektiv Schneider Tele-Xenar 4/135 mm    |

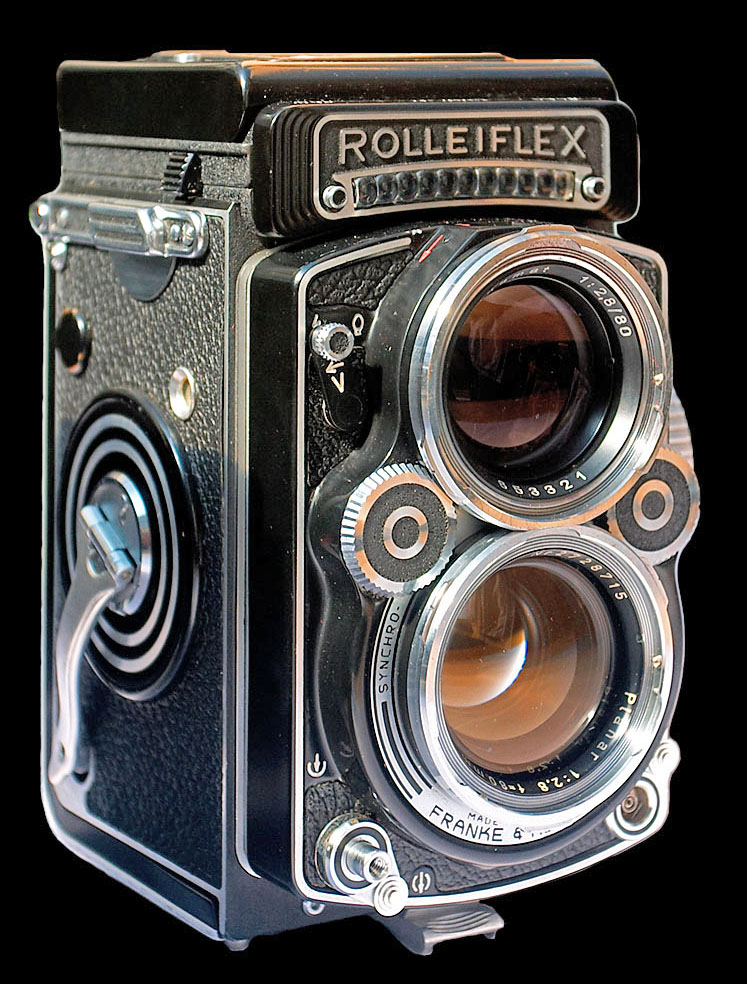
Die zweiäugige Rolleiflex
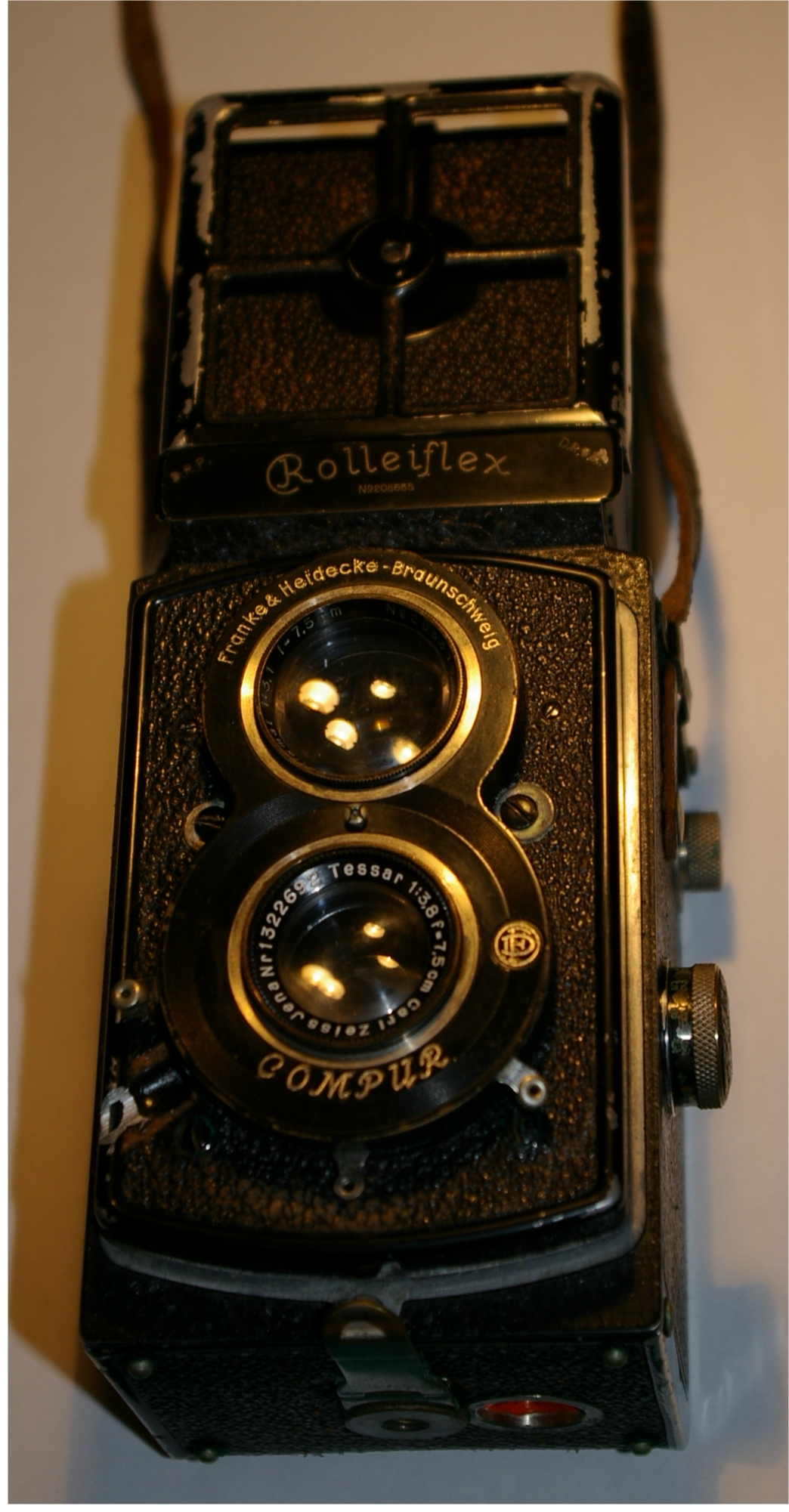
Das zweite Serienmodell: Die Rolleiflex Standard (1932–1938)

#### Zubehör

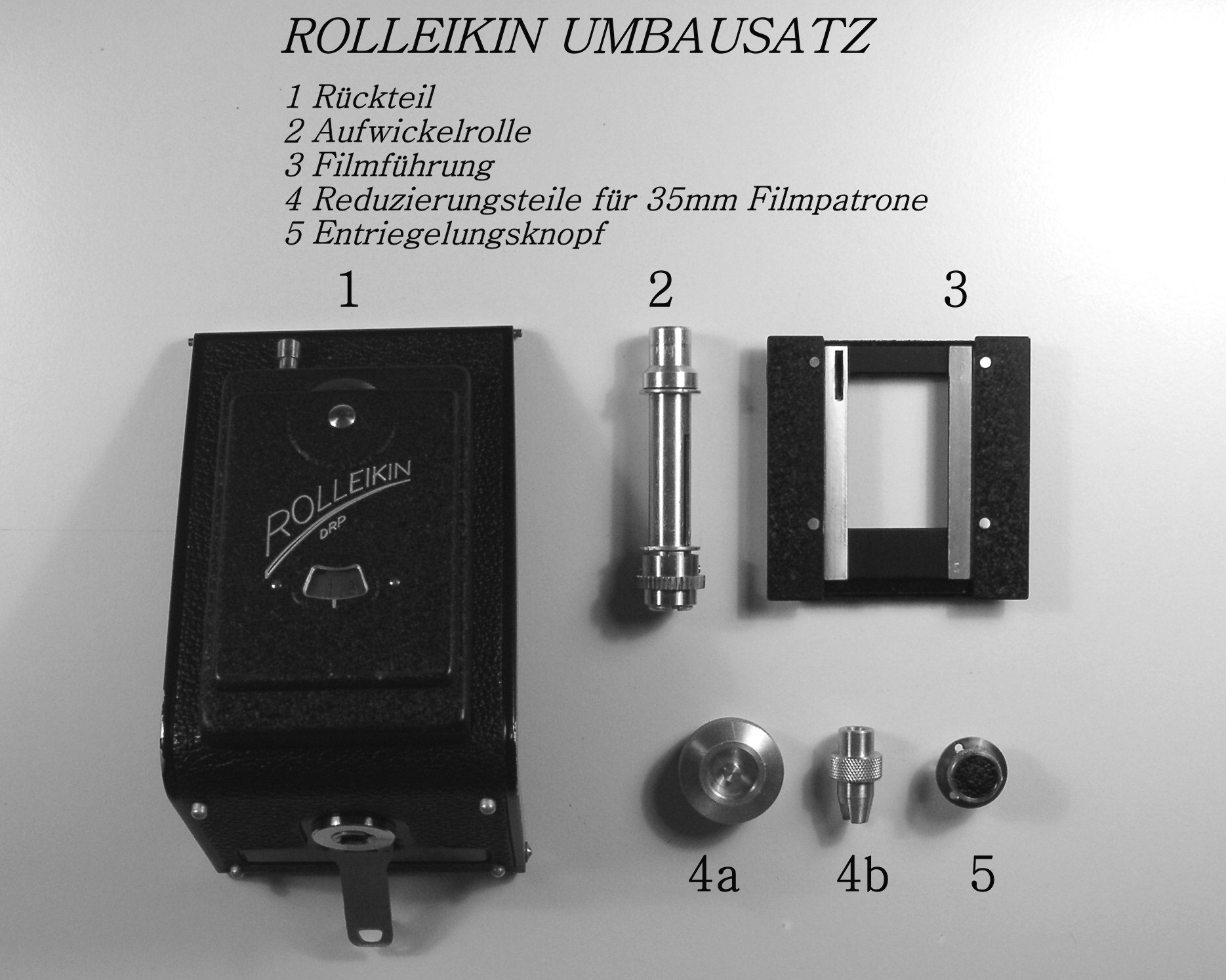
Rolleikin-Bausatz für 6×6 Rolleicord

- Rolleikin – ein Umbausatz, um Kleinbild-Filme in der Rolleiflex zu verwenden,
- Rolleimeter – optischer Entfernungsmesser (Mischbildverfahren) bei Benutzung des Rahmensuchers,
- Rolleimarin – Unterwassergehäuse bis 100 m Tauchtiefe,
- Rolleinar – Vorsatzlinsen für Nahaufnahmen,

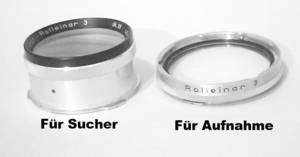
Rolleinar III

- Rolleimot – elektrischer Fernauslöser,
- Rolleifix – Schnellbefestigung für die Stativmontage.
- Pistolengriff – mit integriertem Rolleifix zur Benutzung der Kamera in Augenhöhe.
- Plattenadapter – zur Verwendung von Platten oder Planfilm.
- Panoramakopf – zur Erstellung von 360°-Panoramen aus 10 Einzelbildern.
- Prismenaufsatz – zur Verwendung der Kamera in Augenhöhe (Pistolengriff), liefert ein seitenrichtiges Mattscheibenbild.
- Lupenlichtschacht – zur Betrachtung der Mattscheibe ohne Nebenlicht, 2,5-fache Vergrößerung des Mattscheibenbildes, verstellbar von −2,1 bis +0,6 Dioptrien.
- Tele Mutar – Tele-Vorsatz 1,5 fach.
- Weitwinkel Mutar – Weitwinkel-Vorsatz 0,7 fach.
- Rollei-Mag 150 – Ansatzmagazin für bis zu 150 Aufnahmen, Fremdentwicklung Fa. Flashphot, Paris.

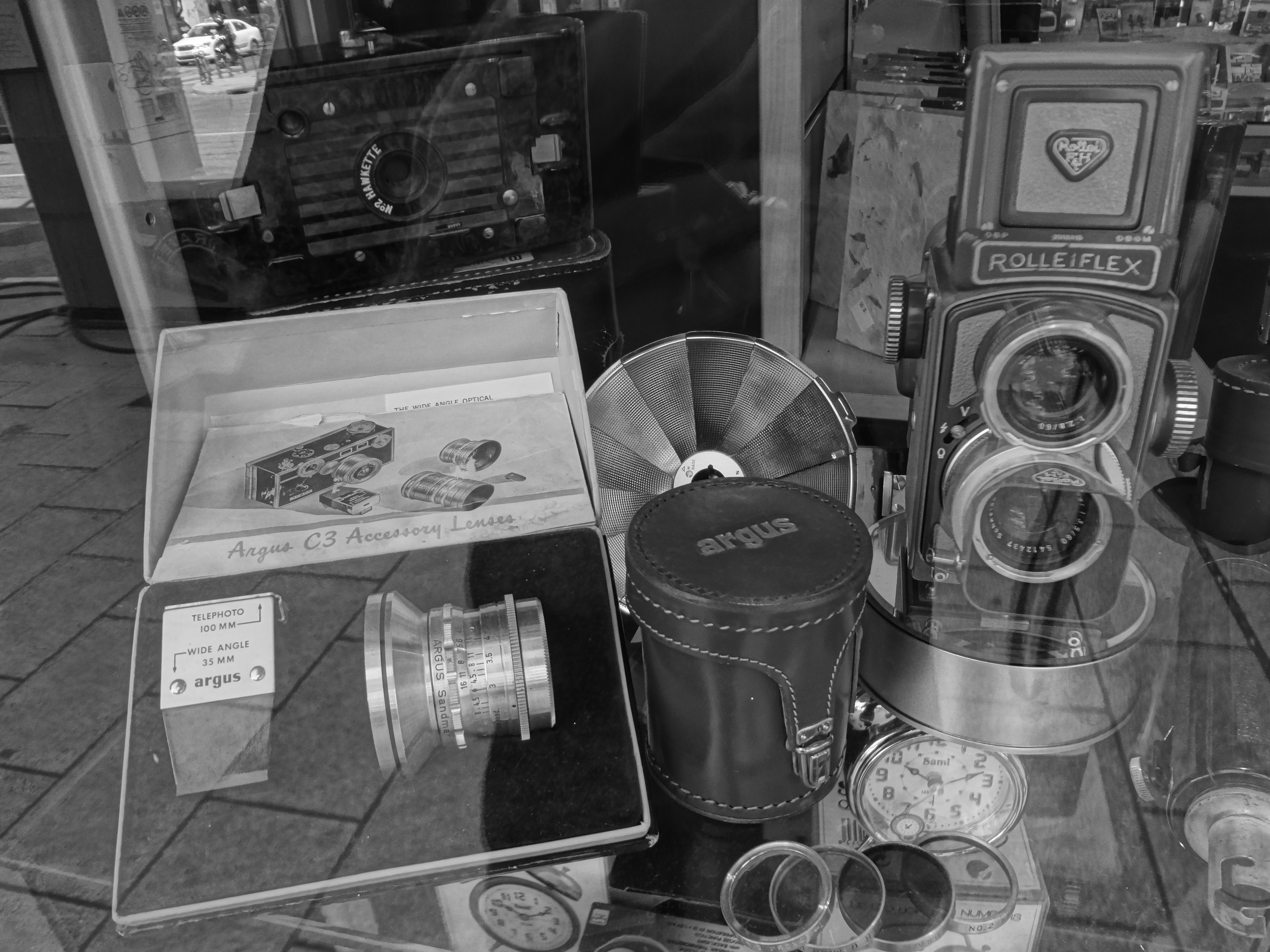
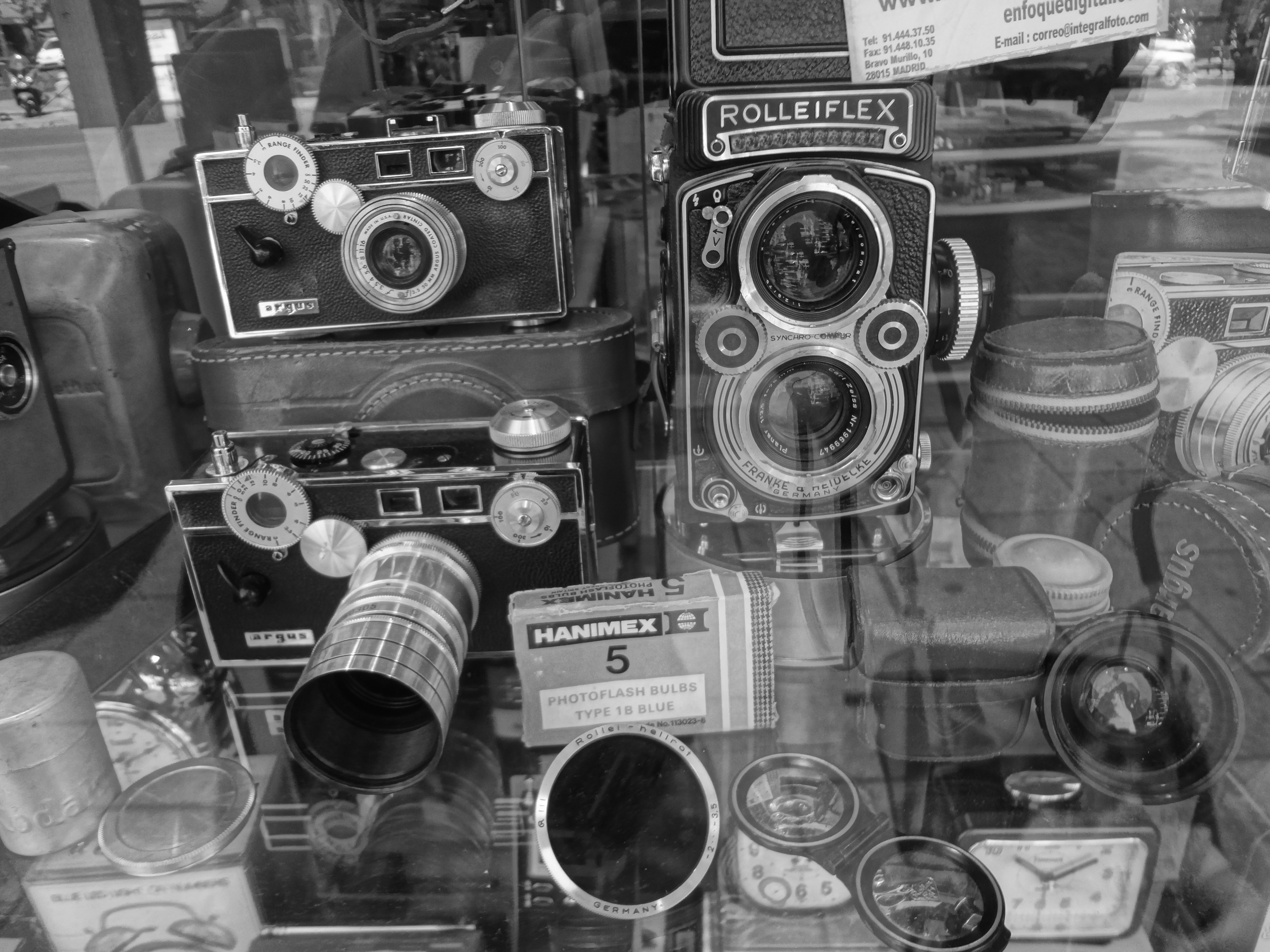

### Einäugige Mittelformatkameras

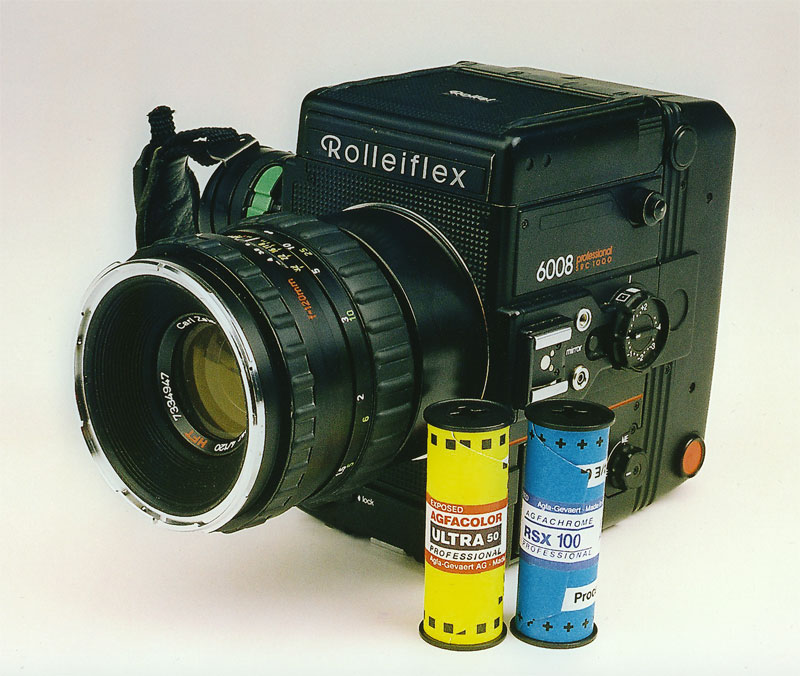
Rolleiflex 6008

Neben den zweiäugigen Kameras gibt es auch zwei Reihen einäugiger Mittelformat-Spiegelreflexkameras mit Wechselmagazinen.
Die erste Baureihe ist die vollständig mechanisch gesteuerte SL-66-Baureihe, die sich durch die Verwendung von Schlitzverschluss und in die Kamera eingebauten Balgen auszeichnet. In dieser Baureihe wurden neben dem Originalmodell ohne eingebauten Belichtungsmesser noch weitere drei Modelle mit Blitzlicht-Innenmessung, zwei davon zusätzlich mit Dauerlichtmessung gebaut.
Die neuere Rollei-6000-Baureihe ist dagegen vollständig elektrisch/elektronisch gesteuert und verwendet direkt mit Linearmotoren angesteuerte Zentralverschlüsse und Blenden. Es findet eine ausschließlich elektrische Übertragung von Objektivparametern von und zur Kamera statt. Ein motorisches Spannen des in den Objektiven angeordneten Zentralverschlusses wie bei Kameras anderer Hersteller entfällt, da der Verschluss ohne mechanisch gespeicherte Energie auskommt. Die erste Rollei in dieser Baureihe war die SLX. Alle Modelle bieten motorischen Filmtransport. Bei den Folgemodellen gibt es Wechselmagazine, die mit einem Laminar-Rollo statt eines einfachen Schiebers verschlossen werden. Basierend auf diesen neuen Prinzipien entwickelte Rollei eine ganze Produktpalette von Kameras, die mit der Rollei 6008AF mit Autofokus endete. Die Rolleiflex 6008 AF ist, nach wie vor, auch ohne Autofokus in der Variante Rolleiflex 6008 Integral II erhältlich. Auf der 6000er Baureihe aufbauend ist die vollständig digital gesteuerte Hy6, die gemeinsam mit Jenoptik entwickelt worden und die die Objektive und einen Großteil des Zubehörs des 6000er Systems verwenden kann. Das neue hybride Modell ist für digitale Rückteile optimiert, kann aber, mit entsprechenden Magazinen, auch (4,5×6- und 6×6-) Rollfilm verwenden. Baugleich zur Rolleiflex Hy6 sind die Modelle Sinar Hy6 und Leaf AFi. Nach Klärung von offenen rechtlichen Fragen legte DHW Fototechnik die Rolleiflex Hy6 als verbessertes Modell 2 (Mod2) Ende 2012 wieder auf.

### Weitere
Die Rolleicord-Modelle stellen eine Produktreihe ebenfalls zweiäugiger
Spiegelreflexkameras dar, die technisch einfacher aufgebaut sind als die Rolleiflex-Modelle. Sie waren preislich unter den Rolleiflex-Modellen angeordnet.

### Verkleinerte Rolleiflex-Modelle
Die Rolleiflex 4×4 (Baby-Rolleiflex) wurde 1931 als verkleinerte Version der Rolleiflex eingeführt. Sie belichtet im Format 4×4 cm auf 127er-Film. Im Jahr 1957 wurde erneut eine 4×4-Rolleiflex auf den Markt gebracht. Die Rolleiflex 2,8F Mini ist eine aktuelle Miniaturversion der Rolleiflex 2,8F. Sie belichtet im Format 8×11 mm auf Kleinstbildfilm. Die Kamera ist voll funktionsfähig und wiegt nur 117 Gramm.
Die Rolleiflex MiniDigi folgt dem Trend zur Digitalisierung der Fotografie. Sie ist ebenfalls eine verkleinerte zweiäugige Rolleiflex, zeichnet aber die Bilder digital auf. Die Bildgröße beträgt maximal 1760×1760 Pixel. Markteinführung war Oktober 2004.
Neben den verkleinerten Rolleiflex-Modellen gab es in der Vorkriegszeit auch eine vergrößerte Rolleiflex, allerdings nur als Prototyp; diese belichtete im Format 90 × 90 mm.
| Modell         | Produktionszeitraum | Beschreibung                                                                |
| -------------- | ------------------- | --------------------------------------------------------------------------- |
| Rolleiflex 4×4 | ab 1931             |                                                                             |
| Rolleiflex 4×4 | ab 1938             | Änderung gegenüber dem Vorgängermodell: Bajonettfassung am Aufnahmeobjektiv |
| Rolleiflex 4×4 | ab 1957 bis 1968    | neue Konstruktion                                                           |